# Ceresium inerme
Ceresium inerme là một loài bọ cánh cứng trong họ Cerambycidae.